# Cesny-Bois-Halbout
Cesny-Bois-Halbout, tot 1828 Cesny-en-Cinglais, is een plaats en voormalige gemeente in het Franse departement Calvados in de regio Normandië. De plaats maakt deel uit van het arrondissement Caen en telt 632 inwoners (1999).

## Geschiedenis
Cesny-Bois-Halbout fuseerde op 1 januari 2019 met Acqueville, Angoville, Placy en Tournebu tot de commune nouvelle Cesny-les-Sources.

## Geografie
De oppervlakte van Cesny-Bois-Halbout bedraagt 6,6 km², de bevolkingsdichtheid is 95,8 inwoners per km².
De onderstaande kaart toont de ligging van Cesny-Bois-Halbout met de belangrijkste infrastructuur en aangrenzende gemeenten.

## Demografie
Onderstaande figuur toont het verloop van het inwonertal (bron: INSEE-tellingen).
Vanwege een beveiligingsprobleem met de MediaWiki Graph-software is het momenteel niet mogelijk deze grafiek weer te geven. Zodra de software is bijgewerkt zal de grafiek vanzelf weer zichtbaar worden.
Acqueville · Angoville · Cesny-Bois-Halbout · Placy · Tournebu